# Fayetteville (North Carolina)
Fayetteville is een stad in de Amerikaanse staat North Carolina en telt 121.015 inwoners. Het is hiermee de 180e stad in de Verenigde Staten (2000). De oppervlakte bedraagt 152,2 km², waarmee het de 113e stad is.

## Demografie
Van de bevolking is 11 % ouder dan 65 jaar en bestaat voor 28,2 % uit eenpersoonshuishoudens. De werkloosheid bedraagt 4,2 % (cijfers volkstelling 2000).
Ongeveer 5,7 % van de bevolking van Fayetteville bestaat uit hispanics en latino's, 42,4 % is van Afrikaanse oorsprong en 2,2 % van Aziatische oorsprong.
Het aantal inwoners steeg van 112.644 in 1990 naar 121.015 in 2000.

## Klimaat
In januari is de gemiddelde temperatuur 4,6 °C, in juli is dat 26,3 °C. Jaarlijks valt er gemiddeld 1186,7 mm neerslag (gegevens op basis van de meetperiode 1961-1990).

## Plaatsen in de nabije omgeving
De onderstaande figuur toont nabijgelegen plaatsen in een straal van 16 km rond Fayetteville.

## Geboren
- Hiram Rhodes Revels (1822-1901), eerste Afro-Amerikaanse senaatslid in de Verenigde Staten
- Bubba Brooks (1922–2002), r&b- en jazz-tenorsaxofonist
- Tina Brooks (1932–1974), jazz-tenorsaxofonist van de hardbop
- Waymon Reed (1940–1983), jazztrompettist
- Gary Hall (1951), zwemmer
- Ellen Baker (1953), astronaute
- Julianne Moore (1960), actrice
- Brian Tyree Henry (1982), acteur
- Dagny Knutson (1992), zwemster